# MORB
Cet article court présente un sujet plus développé dans : Tholéite et Dorsale (géologie).
| Sigles de 2 caractères   |
| Sigles de 3 caractères   |
| ► Sigles de 4 caractères |
| Sigles de 5 caractères   |
| Sigles de 6 caractères   |
| Sigles de 7 caractères   |
| Sigles de 8 caractères   |

MORB est le sigle de l'expression anglaise mid-ocean ridge basalt (en français, « basalte de dorsale médio-océanique »). Il désigne les basaltes émis au niveau des dorsales médio-océaniques. Il s'agit de basaltes tholéitiques, typiquement pauvres en éléments incompatibles,.